# Malacomys longipes
Malacomys longipes és una espècie de mamífer rosegador de la família dels múrids. Viu a altituds de fins a 2.230 msnm a Angola, el Camerun, el Congo, Guinea Equatorial, el Gabon, Nigèria, la República Centreafricana, la República Democràtica del Congo, el Sudan del Sud, Uganda i Zàmbia. El seu hàbitat natural són les selves de plana. És una espècie en risc mínim, és a dir, no sembla que hi hagi cap amenaça significativa per a la seva supervivència. El seu nom específic, longipes, significa ‘peu llarg’ en llatí.